# Nouvelle-Guinée
Pour les articles homonymes, voir Nouvelle-Guinée (homonymie).
La Nouvelle-Guinée est une île de l'Océanie proche riveraine notamment de l'Ouest de l'océan Pacifique, de la mer de Corail et de la mer d'Arafura. Sa superficie est d'environ 775 210 km2, ce qui en fait la deuxième plus grande île du monde après le Groenland.

## Géographie

### Géographie physique

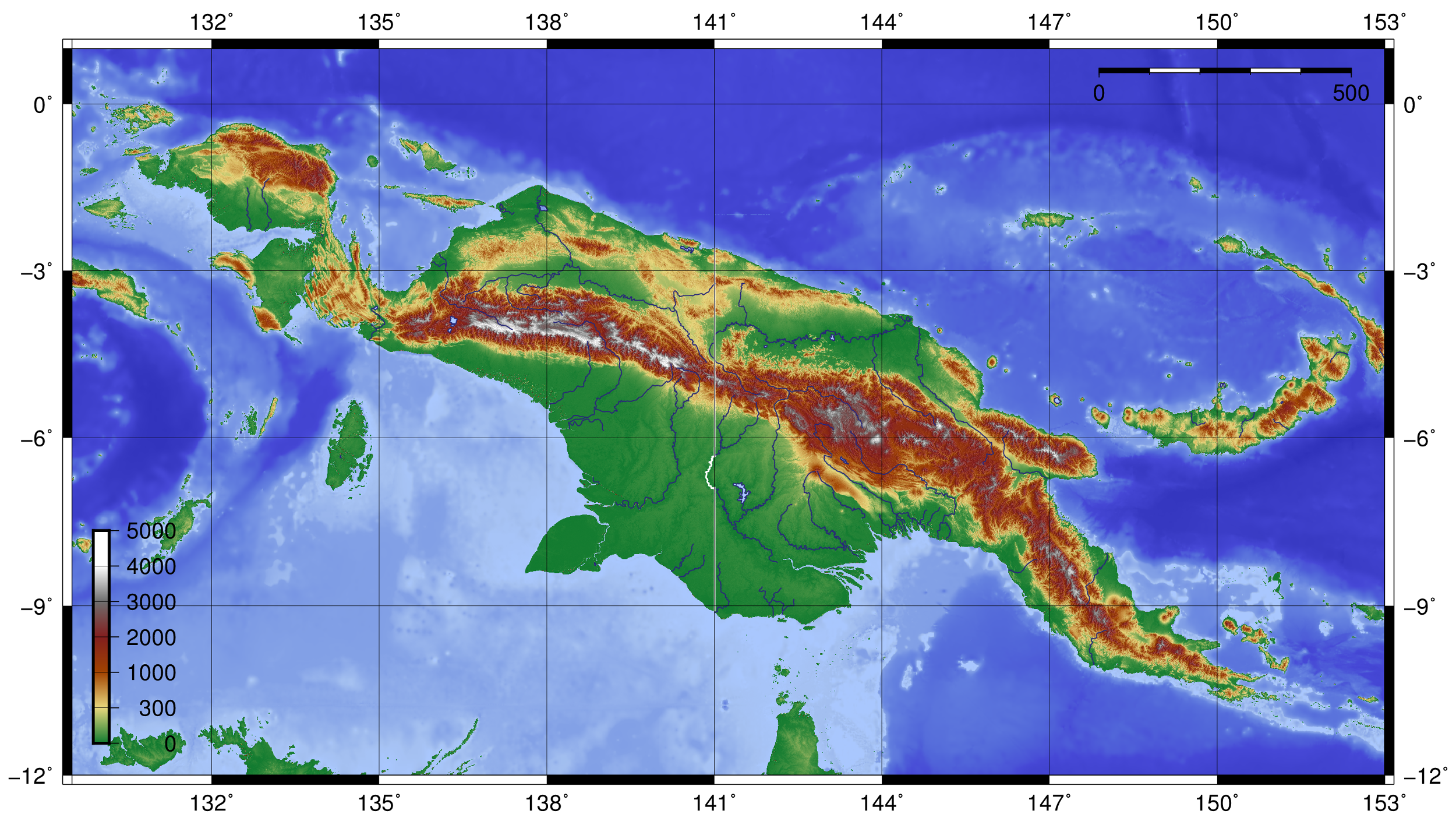
Carte topographique de Nouvelle-Guinée.

Située au nord de l'Australie, à l'est-sud-est de l'archipel des Moluques du Nord  et à l'ouest de la Nouvelle-Bretagne, dans la partie de l'Océanie appelée Mélanésie depuis Jules Dumont d'Urville, elle est bordée à l'ouest par la mer de Halmahera (en un point) et  la mer de Céram, au sud-ouest par la mer d'Arafura, au sud-est par la mer de Corail qui la sépare de l'Australie par le détroit de Torres, à l'est par la mer des Salomon, au nord-est par la mer de Bismarck,  enfin au nord par l'océan Pacifique Sud. L'île est orientée selon un axe ouest-nord-ouest / est-sud-est. Parfois considérée comme l'île la plus orientale de l’archipel indonésien, elle s'étend d'ouest en est de l'île indonésienne de Salawati à l'archipel des Salomon en passant par la mer d'Arafura et le détroit de Torrès. Elle mesure environ 2 400 km de long pour 700 km de large, du nord au sud. 

Classification de Köppen pour la Nouvelle-Guinée.

On a souvent comparé la forme de la Nouvelle-Guinée à la silhouette d'un oiseau de paradis (faune indigène de l'île), ce qui explique la dénomination locale des deux pointes extrêmes de l’île : la péninsule de Doberaï au nord-ouest (appelée « tête de l'oiseau » ou Vogelkop en néerlandais, Kepala Burung en indonésien), et la péninsule de  Papouasie (« queue de l'oiseau ») au sud-est.
Une chaîne de montagnes s'étendant d'est en ouest sur plus de 1 600 km, la chaîne Centrale, forme l’épine dorsale de la Nouvelle-Guinée ; plusieurs de ses sommets dépassent 4 000 m d'altitude. D'ailleurs, la moitié ouest de l’île de Nouvelle-Guinée possède les plus hautes montagnes d’Océanie : leur point culminant, avec 4 884 m, est juste au-dessus du mont Blanc. Cette vaste chaîne intensifie la pluviométrie d'un climat par ailleurs équatorial. La limite des arbres se situe aux alentours de 4 000 m, et les plus hauts sommets présentent des neiges éternelles, toutefois en recul depuis le milieu des années 1930,,. Quelques chaînes de montagnes mineures se dressent au nord et à l'ouest de la grande chaîne centrale. Hormis en altitude, l'essentiel du pays est exposé à un climat chaud humide toute l'année, à quelques variations saisonnières près, dues à la mousson du nord-est.
Les principaux sommets de l'île de Nouvelle-Guinée sont :
- Le Puncak Jaya, en moitié ouest, parfois appelé pyramide Carstensz, piton crayeux dont la cime disparaît dans la brume. Avec une altitude de 4 884 m, le Puncak Jaya fait de la Nouvelle-Guinée la  cinquième terre la plus haute derrière l'Afro-Eurasie, les Amériques, l'Afrique et l’Antarctique.
- Le Puncak Mandala, en moitié ouest, deuxième plus haut sommet de l'île avec 4 760 m.
- Le Puncak Trikora, lui aussi en moitié ouest, avec 4 750 m.
- Le mont Wilhelm qui, avec une altitude de 4 509 m, est le point culminant de la partie est de l'île (Papouasie-Nouvelle-Guinée). Son pic de granite est le point culminant de la chaîne de Bismarck.
- Le mont Giluwe 4 368 m est le deuxième plus haut sommet de Papouasie-Nouvelle-Guinée. C'est aussi le plus haut volcan d'Océanie.

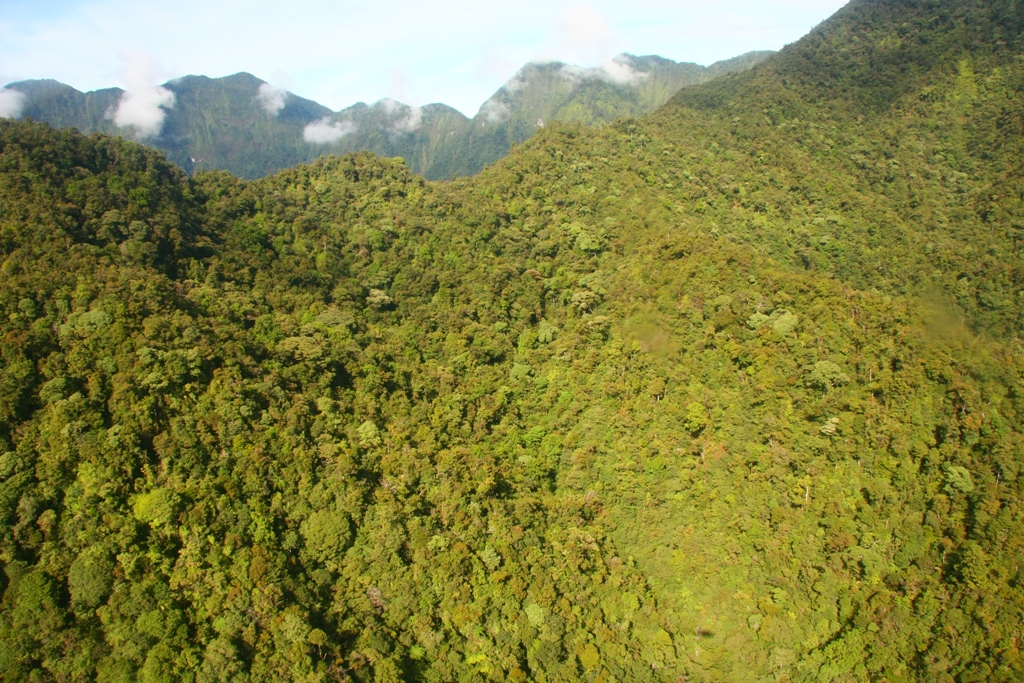
Le Mont Bosavi.

Autre entité géographique majeure : les vastes plaines au sud et au nord de l'île. S'étendant sur des centaines de kilomètres, elles sont recouvertes de forêts tropicales, d'immenses marécages, de savane herbue et de plusieurs des plus grands massifs de mangrove au monde. Les plaines du sud abritent le parc national de Lorentz, classé au patrimoine mondial de l'UNESCO. La plaine du nord est drainée principalement par le Mamberamo et ses affluents côté Indonésie, et par le Sepik côté Papouasie ; les plaines méridionales, plus vastes, sont drainées par de grands fleuves, principalement le Digul côté Indonésie, et le Fly côté Papouasie. Ce sont les principaux bassins hydrographiques de l'île : ils développent de vastes méandres, dont la divagation a formé au fil des siècles une multitude de lacs et d’étangs d'eau douce. La plus grande île de l'archipel, Dolak (Frederik Hendrik, Yos Sudarso), se trouve au large de l'estuaire du Digul, dont elle est séparée par un détroit si ténu qu'on l'appelle « le torrent » (creek).
On retrouve ainsi à travers la Nouvelle-Guinée les principaux écosystèmes de la Terre : glaciers, toundra alpine, savane, montagne et forêts équatoriales, mangroves, marécages, lacs et rivières, algues, et certains des plus remarquables récifs coralliens de la planète.

### Géographie humaine
L'île de Nouvelle-Guinée relève de deux États distincts :
- la moitié occidentale de l'île, la Nouvelle-Guinée occidentale (appelée Irian Barat sous Soekarno, puis Irian Jaya sous Soeharto) est constituée des provinces indonésiennes de Papouasie, Papouasie centrale, Papouasie des hautes terres, Papouasie méridionale et Papouasie occidentale ;
- la moitié orientale constitue la plus grande partie de l'État indépendant de Papouasie-Nouvelle-Guinée.

La population totale de l'île, si l'on additionne ses deux parties, est estimée à plus de 10 000 000 habitants en 2014.

## Histoire

### Premiers peuplements
Il y a environ 21 000 ans, la Nouvelle-Guinée était reliée à l'Australie, formant la masse continentale appelée « Sahul ».
L'Australie avait été peuplée il y a au moins 40 000 ans par des migrations depuis l'actuel continent asiatique. Ces migrations ont forcément eu lieu par voie maritime (voir « Ligne Wallace »).
Des migrations avaient également pu avoir eu lieu directement de l'Asie vers la Nouvelle-Guinée et les îles Salomon.

### Migrations avec introduction du millet et du riz
Il y a 5 000 ans (vers 3000 de notre ère, av. J.-C.), des habitants du littoral de la Chine du Sud, cultivateurs de millet et de riz, commencent à traverser le détroit pour s'installer à Taïwan. Vers 2000 av. J.-C., des migrations ont lieu de Taïwan vers les Philippines. De nouvelles migrations commencent bientôt des Philippines vers Célèbes et Timor et de là, les autres îles de l'archipel indonésien.

### Austronésiens

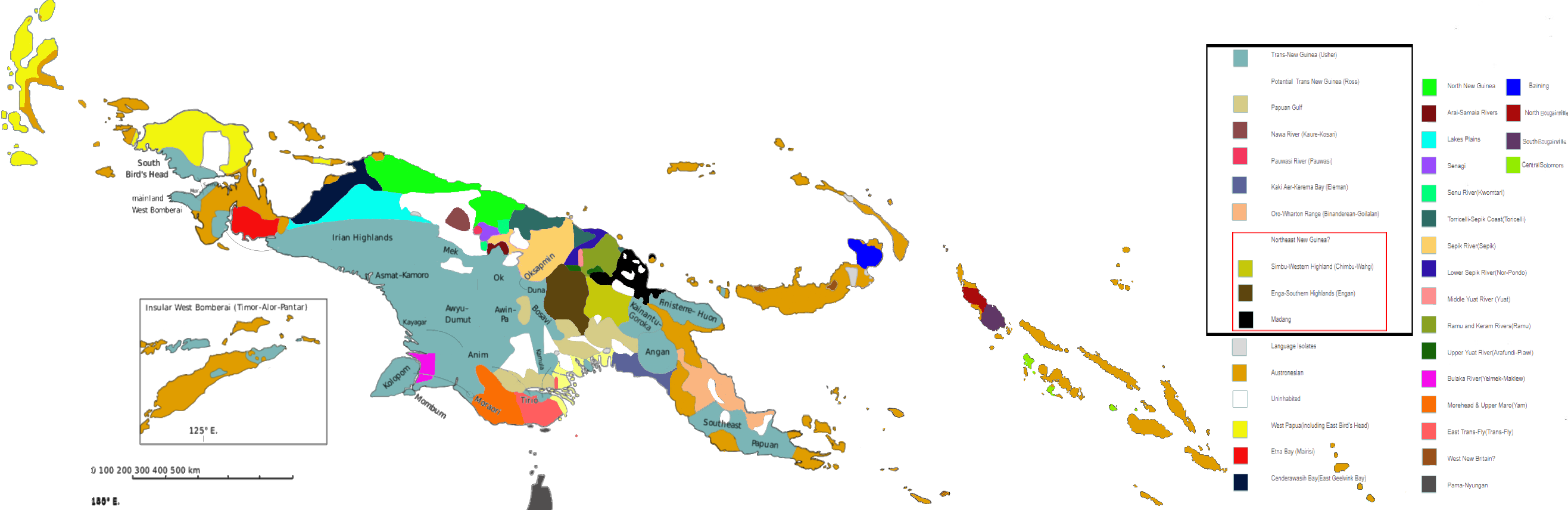
Principaux groupes linguistiques papous de Nouvelle-Guinée

Vers 1500 av. J.-C., un autre mouvement mène des Philippines sur les côtes et les îles avoisinantes de Nouvelle-Guinée et au-delà, les îles du Pacifique. Les Austronésiens sont sans doute parmi les tout premiers navigateurs de l'histoire.

### Européens

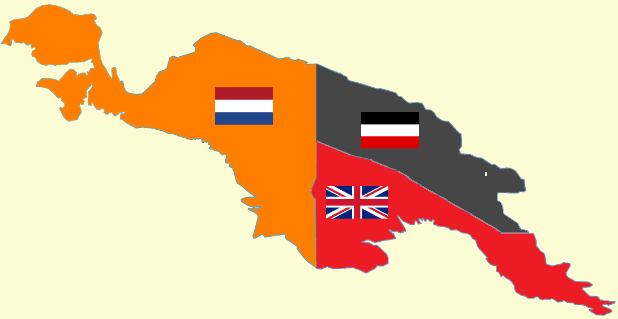
Les territoires coloniaux de Nouvelle-Guinée en 1914.

Le premier Européen à découvrir l'île fut Antonio de Abreu, un navigateur portugais, en 1511, et le premier à y accoster fut l'explorateur portugais Jorge de Meneses en 1526, chemin faisant pour les Moluques, source primaire des épices pour l'empire Portugais, où il était nommé gouverneur par le roi de Portugal. Les Espagnols revendiquèrent l'île en 1546 d'après le traité de Tordesillas et la nommèrent Nova Guinea (en latin), car ils pensaient que les indigènes étaient les mêmes que ceux des tribus d'Afrique de l'Ouest. La Nouvelle-Guinée devint un point de chute pour de nombreux autres explorateurs. Les rapports qu'ils firent de la région et l'intérêt scientifique qu'ils suscitèrent furent à l'origine des nombreuses expéditions qui suivirent. En 1793, la Compagnie des Indes orientales revendique l'île au nom du Royaume-Uni et John McCluer l'explore. La revendication fut disputée par les Pays-Bas et, en 1828, la Compagnie néerlandaise des Indes orientales prit possession de la moitié occidentale de la Nouvelle-Guinée.
La partie nord-est, comprenant tous les territoires qui n'étaient pas sous souveraineté anglaise ou néerlandaise, fut annexée par l'Allemagne en 1884 sous le nom de Kaiser-Wilhems-Land. Cette même année, le Royaume-Uni prit possession du sud-est, mais en 1906, cette partie fut concédée à l'Australie comme faisant partie du territoire de Papouasie.

### Depuis 1914
Les troupes australiennes occupèrent la région allemande en 1914 après une semaine de combats, puis durent faire face à une guérilla de plusieurs dizaines de soldats Allemands très mobiles jusqu'au 5 janvier 1919, date de leur reddition - ce furent les derniers soldats de la Première Guerre mondiale à se rendre. Par décision de la Société des Nations, l'île devint plus tard un territoire sous mandat australien, et fut renommé le Territoire de Nouvelle-Guinée.

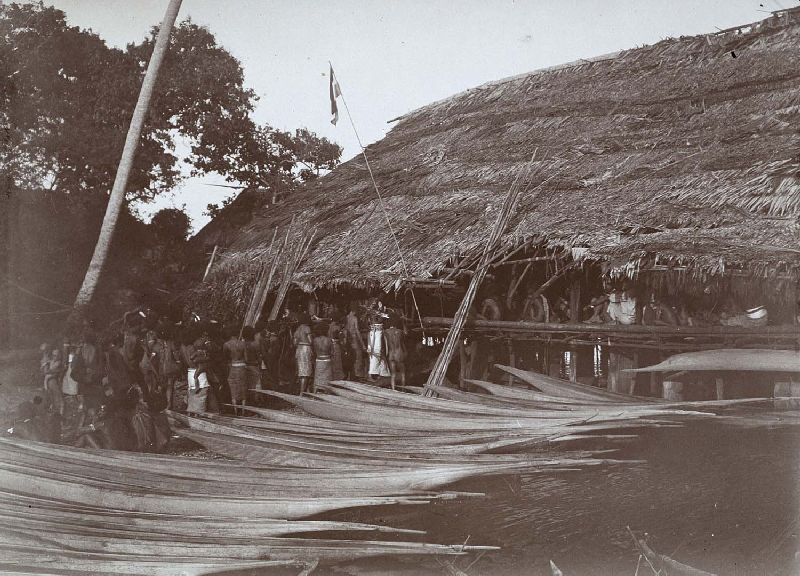
Procession maritale en Nouvelle-Guinée occidentale, 1970. Tropenmuseum.

Au cours de la Seconde Guerre mondiale, la Nouvelle-Guinée fut envahie par le Japon en 1942 et de nombreuses troupes japonaises y demeurèrent jusqu'en septembre 1945, affrontant au cours de la campagne de Nouvelle-Guinée les Australiens et les Américains souvent appuyés par des indigènes papous en tant que porteurs, guides et parfois mêmes soldats au sein des unités australiennes. En 1946, le Territoire de Nouvelle-Guinée fut déclaré territoire sous tutelle des Nations unies, administrativement dirigé par l'Australie. Les Pays-Bas abandonnèrent le contrôle de la Nouvelle-Guinée néerlandaise en 1962, qui est devenue la province indonésienne d'Irian Jaya. La partie orientale devint indépendante en tant que Papouasie-Nouvelle-Guinée en 1975. L'intérieur de l'île ne fut vraiment exploré que dans le courant du XXe siècle, et certaines régions de l'intérieur demeurent peu connues.

## Biodiversité
Située à proximité de l'équateur, bénéficiant ainsi de précipitations abondantes (jusqu'à 5 840 mm/an en montagnes), de températures élevées et continues toute l'année, ainsi que d'une position de carrefour biologique entre Asie tropicale et Australie, la Nouvelle-Guinée supporte une faune et une flore extrêmement riches et variées. Qu'il s'agisse de la Papouasie-Nouvelle-Guinée ou de l'Indonésie (qui forme la moitié occidentale de l'île) ces deux nations sont classées comme pays mégadivers et considérées comme les plus riches de la planète en matière de biodiversité.
En plus de conditions climatiques et géographiques particulièrement avantageuses, la Nouvelle-Guinée est une île extrêmement montagneuse, près de la moitié du territoire se trouvant à au moins 1 000 m d'altitude. Les sommets de l'île n'ont pas d'équivalent sur un rayon de plus de 8 000 km jusqu'aux premiers sommets himalayens. Le Puncak Jaya est le point culminant de l'île et d'Indonésie. Le mont Wilhelm est le point culminant de Papouasie-Nouvelle-Guinée (4 509 m). De ce fait il existe une répartition des milieux naturels très nettement influencée par l'altitude. Au niveau de la mer, les mangroves poussent le long des côtes et principalement à proximité des deltas. Puis se développent les forêts tropicales de plaines (principalement dans le sud-ouest de l'île), au-dessus de 1 500 m d'altitude apparaît la forêt tropicale des montagnes (plus fraîche et humide). Entre 2 800 et 3 500 m environ la forêt de nuage comme son nom l'indique est continuellement noyée dans le brouillard. Plus on monte en altitude, plus les arbres se racornissent et se raréfient. À plus de 3 500 m, le paysage est formé de landes et de prairies alpines, au-dessus la vie végétale se limite à quelques touffes d'herbes vivant entre les rochers nus et les glaciers. Les pluies varient légèrement sur l'ensemble du territoire : généralement le Sud-ouest et les environs de Port Moresby supportent une courte saison sèche, il en résulte l'apparition de savanes boisées. Si les espèces animales possèdent un clair lien de parenté avec l'Australie voisine, les plantes au contraire sont bien plus proches de la flore asiatique et notamment des plantes des forêts tropicales d'Asie du Sud-est, formant un ensemble homogène appelé « Malesia » allant de la péninsule Malaise à la Mélanésie. Le nombre d'espèces végétales serait compris entre 11 000 et 20 000 espèces. On y trouve entre autres ébène, bois de santal, camphriers, conifères tropicaux (araucaria), fougères arborescentes, cycas, eucalyptus, orchidées (l'île en compte plus de 2 500 espèces parmi lesquelles Vanda, Dendrobium, Paphiopedilum, Phalaenopsis).
Cette grande diversité de biotopes explique l'immense diversité animale et végétale de la Nouvelle-Guinée. De ce fait, on y trouve pas moins de 285 espèces de mammifères, 781 espèces d'oiseaux, plus de 300 espèces de reptiles et 320 espèces d'amphibiens. On estime que le nombre d'insectes pourrait dépasser les 200 000 espèces ! Il est fort probable qu'il en reste d'ailleurs beaucoup à découvrir, la Nouvelle-Guinée ayant été étudiée beaucoup moins en profondeur que d'autres régions tropicales. Isolée depuis longtemps, proche de l'équateur, très accidentée, l'île possède autant de facteurs permettant une explosion du nombre d'espèces et surtout un endémisme important. Les oiseaux, dont le Paradisier de Raggi qui est l'oiseau national de la Papouasie-Nouvelle-Guinée, en sont le parfait exemple. Le pays en possède 781 espèces dont 331 endémiques, soit plus de 40 %, l'un des taux d'endémisme les plus élevés de la planète (celui de la France est de 0,17 % avec une seule espèce endémique pour 568 espèces). Les paradisiers représentent bien cette notion d'évolution, beaucoup d'espèces très proches en effet ne vivent que dans quelques forêts séparées d'une autre espèce par une chaîne de montagnes ou une vallée. Entourée d'eaux chaudes et bordée par la mer de Corail au sud, l'île possède de nombreux et magnifiques récifs coralliens. Une petite partie du Nord de la Grande barrière de corail est d'ailleurs incluse dans les eaux territoriales de la Papouasie-Nouvelle-Guinée. L’ensemble de la zone corallienne couvre 18 millions d’hectares au large d’une péninsule du nord-ouest de la Nouvelle-Guinée.
En 2020, une étude internationale menée par une équipe de 99 experts a catalogué 13 634 espèces représentant 1 742 genres et 264 familles de plantes vasculaires pour la Nouvelle-Guinée et ses îles associées (îles Aru, archipel Bismarck, îles d’Entrecasteaux, archipel de Louisiade), ce qui en fait l’île la plus diversifiée au monde sur le plan floristique, dépassant Madagascar (11 488), Bornéo (11 165), Java (4 598) et les Philippines (9 432).
Avec sa faible densité de population, son économie encore en grande partie archaïque et un important pourcentage de tribus, la Nouvelle-Guinée s'affiche comme un pays prometteur concernant la sauvegarde des espèces. En effet, en regard de l'importante déforestation, de la pollution et du braconnage qui endommagent ou sévissent dans nombre de régions tropicales, l'île affiche, elle, un bilan plutôt positif, aucune espèce ne semble y avoir récemment disparu et assez peu sont considérées comme menacées.

### Diversité linguistique et génétique chez les habitants de  l'île
Les peuples de l'île parlent plus de 850 langues et une étude publiée en 2017 a conclu à une haute diversité génétique des populations, marquée par d'importantes différences génétiques. Ces différences pourraient ne dater que de seulement 10 000 ans, quand les habitants de l'île ont commencé à cultiver les hautes terres, bien plus tôt qu'on ne le pensait (il y a 50 000 ans environ selon les estimations précédentes, date correspondant à l'arrivée des humains sur l'île) ; ceci suggère que l'invention de l'agriculture dans ce cas n'a pas définitivement éliminé les différences génétiques locales, comme cela semble avoir été le cas en Europe ou dans certaines parties de l'Asie.